# Allegheny Uprising
Allegheny Uprising is een Amerikaanse historische film uit 1939 onder regie van William A. Seiter.

## Rolverdeling
| Acteur           | Personage              |
| ---------------- | ---------------------- |
| Claire Trevor    | Janie MacDougall       |
| John Wayne       | James Smith            |
| George Sanders   | Capt. Swanson          |
| Brian Donlevy    | Trader Ralph Callendar |
| Wilfrid Lawson   | 'Mac' MacDougall       |
| Robert Barrat    | Magistrate Duncan      |
| John F. Hamilton | The Professor          |
| Eddie Quillan    | Will Anderson          |
| Chill Wills      | John M'Cammon          |
| Ian Wolfe        | Mr. Poole              |
| Wallis Clark     | Sgt. McGlashan         |
| Monte Montague   | Magistrate Morris      |
| Olaf Hytten      | Gen. Gage              |

## Opnamelocaties
- Californië, Verenigde Staten:
  - Lake Sherwood
  - Sherwood Forest